# Hort d'Almenar
L'Hort d'Almenar és una edificació situada a la partida del Col·locó, dins del terme municipal de Picanya, al sud de la via dels Ferrocarrils de la Generalitat Valenciana. Es tracta d’un conjunt que conserva els trets característics dels horts de tarongers de finals del segle XIX, tant des del punt de vista arquitectònic com paisatgístic.

## Entorn i accés
L'hort se situa al sud del curs del barranc de Torrent, que en aquesta zona marca els límits històrics entre l’horta regada i el secà. Per tant, es troba dins dels secans pròxims a l’horta, transformats a partir de finals del segle XIX gràcies a la implantació de motors hidràulics per al regadiu i la plantació de tarongers.
L’accés es realitza des de la carretera de Picanya a Paiporta, mitjançant un camí que condueix directament fins a la façana principal de l’edifici i que es prolonga més enllà dels límits de la parcel·la. A més, un segon camí travessa la finca perpendicularment, just al costat de la casa, situant-la en la confluència de dues vies interiors que divideixen la parcel·la en quatre bancals. Aquesta disposició reflecteix una clara planificació agrària tradicional. Alguns camins estan flanquejats per palmeres, complint també una funció paisatgística ornamental.
La finca, amb una superfície actual de 70,2 fanecades (aproximadament 9,092 ha), es presenta oberta, sense tanques ni murs perimetrals, a diferència d’altres explotacions posteriors, la qual cosa reforça la seua integració amb l’entorn agrícola.

## Conjunt arquitectònic
El conjunt patrimonial està format per diversos elements:
- La casa principal, amb planta original en forma de L que delimita un pati posterior.
- Un jardí frontal de reduïdes dimensions davant de la façana principal orientada a l’est.
- Les infraestructures hidràuliques (el motor i la bassa), situades lateralment i separades de la casa pel camí transversal. Actualment, hi ha un pou de reg equipat amb bomba elèctrica.[3]

La casa mostra una evolució arquitectònica en diverses fases constructives. El cos original, de dues altures, presenta dues crugies paral·leles a la façana principal i una tercera perpendicular orientada al nord. A la intersecció d’aquestes s’alça una torre-mirador amb finestres a les quatre cares i coronada per una terrassa plana, a la qual s’accedeix per una escala de caragol de fusta. La terrassa està delimitada per quatre pilars decorats amb florons de terracota i una senzilla barana de ferro forjat. Els paraments estan ornamentats amb motius geomètrics estilitzats.
Posteriorment, s’hi afegí un cos amb dues crugies i dues plantes, cobert amb teulada de dues aigües amb teula àrab. També s’incorporaren:
- Una crugia d’una sola planta amb coberta plana (biguetes de fusta i revoltons ceràmics) al costat oest.
- Una altra crugia paral·lela a la façana sud, que desaigua en un pati delimitat per un mur de maçoneria.[2]

La façana principal compta amb balcons de formigó amb reixes de ferro colat, una gran porta de fusta amb motllures i un plafó ceràmic dedicat a la Mare de Déu. La façana nord presenta balcons amb mallorquines i influències barroques. En altres zones de l’hort es conserven reixes de ferro forjat d’inspiració similar, que aporten unitat estètica al conjunt.
Les obertures es disposen simètricament i amb absència d’elements ornamentals excessius. Els murs llisos es veuen interromputs per buits rítmics i un ràfec motllurat que defineix el perfil superior de l’edifici.

## Història
Segons la documentació històrica, el primer propietari conegut fou Josep Almenar Guillem. El 1931, la propietat passà a la seua vídua, moment en què comptava amb una extensió registrada de 225,28 fanecades. El 1943, els hereus vengueren 109,2 fanecades, si bé la casa principal restà en mans dels germans Almenar Gil. El cadastre actual reflecteix una superfície de 70,2 fanecades.

## Valor patrimonial
L’Hort d’Almenar constitueix un valuós testimoni del desenvolupament de l’arquitectura rural a l’Horta Sud. El seu caràcter eclèctic, resultat de múltiples afegits i adaptacions, suggereix una construcció inicial vinculada a una casa de secà que ha anat transformant-se fins a l’actualitat. La integració paisatgística, la singularitat arquitectònica i la seua evolució històrica en fan un bé patrimonial de gran interès per a l’estudi de l’arquitectura agrícola valenciana.